# Paolo Beriscia
Paolo Beriscia właśc. Pali Berisha (ur. 15 grudnia 1821 we wsi Tupeci k. Prizrenu, zm. 21 sierpnia 1869 w Pult) – albański biskup rzymskokatolicki, biskup ordynariusz Pultu w latach 1864–1869.
Przez wiele lat pracował jako proboszcz parafii katolickiej w Skopju. Zmarł nagle, kiedy przebywał z wizytą duszpasterską we wsi Brashte te Shoshit k. Pult. Pochowany na cmentarzu Xhaj w Pult.